# ESFJ
ESFJ (ang. Extraverted Sensing Feeling Judging – Ekstrawertyk Percepcjonista Uczuciowiec Sędzia) – jeden z typów osobowości według wskaźnika MBTI oraz innych jungowskich testów osobowości. Osoby o tym typie łączą ekstrawersyjne czucie z introwersyjną percepcją. Przede wszystkim są skoncentrowane na świecie zewnętrznym, gdzie zajmują się sprawami zgodnie ze swoimi uczuciami wobec nich i własnym systemem wartości. Ich drugorzędny styl życia jest skoncentrowany na wnętrzu, gdzie rozpatrują sprawy używając pięciu zmysłów; w dosłowny, konkretny sposób.
ESFJ kochają ludzi. Ich Percepcja i Osądzanie pozwalają im na zbieranie szczegółowych informacji o ludziach i zamienianie ich na osądy, które dają ludziom wsparcie. Bardzo łatwo przychodzi im zrozumienie czyjegoś punktu widzenia. ESFJ chcą być lubiani i uprzejmi i mają dar przyciągania do siebie ludzi.
ESFJ są odpowiedzialni i godni zaufania. Cenią bezpieczeństwo i stabilność i są skoncentrowani na szczegółach życia. Zwykle jako pierwsi zauważają, co powinno zostać zrobione. Są również ciepli i energiczni. Potrzebują poparcia innych, aby dobrze się czuć. Nie rozumieją nieuprzejmości, a obojętność ich rani. Chcą być cenieni za to, kim są i za to, co dają innym. Czasami ciężko im zaakceptować trudną prawdę na temat kogoś, o kogo się troszczą.
System wartości osób o typie ESFJ jest określany zewnętrznie. Mogą posiadać twarde moralne zasady, ale powstają one dzięki społeczności, w której żyją, a nie z powodu silnych wewnętrznych wartości.
ESFJ lubią kontrolować otoczenie. Najbardziej komfortowo czują się w zorganizowanym środowisku. Zwykle nie lubią robić rzeczy, które wymagają teoretycznego i abstrakcyjnego pojęcia. Lubią tworzyć porządek i struktury i są dobrzy w zadaniach, które wymagają takich umiejętności. Powinni uważać, aby nie kontrolować ludzi, którzy sobie tego nie życzą.
ESFJ mają szacunek do praw, zasad i uważają, że inni też powinni mieć. Są tradycjonalistami i wolą robić wszystko w ustalony sposób. Zdarza się, że ślepo wierzą zasadom bez zrozumienia ich.
Zawody zalecane dla ESFJ związane są z pracą z ludźmi – nauczyciel, menedżer, pracownik socjalny, logopeda, lekarz rodzinny, pielęgniarka, opiekun, księgowy itp.